# Order Leopolda (Austria)
Austriacko-Cesarski Order Leopolda (niem. Österreichisch-Kaiserlicher Leopold-Orden) – austriacki i austro-węgierski order nadawany od 1808 do 1918 za zasługi cywilne i od 1860 również za wojskowe.

## Historia
Order został ustanowiony 7 stycznia 1808 roku przez ostatniego cesarza Świętego Cesarstwa i pierwszego cesarza austriackiego Franciszka II (I) ku pamięci jego ojca, Leopolda II, i od początku posiadał demokratyczny charakter, gdyż mógł być nadawany wszystkim zasłużonym (tylko mężczyznom) bez względu na pochodzenie społeczne, narodowość i wyznanie religijne. Przeznaczony początkowo był tylko dla poddanych austriackich, ale w czasie kongresu wiedeńskiego dokonano wielu nadań dla zagranicznych dyplomatów. 

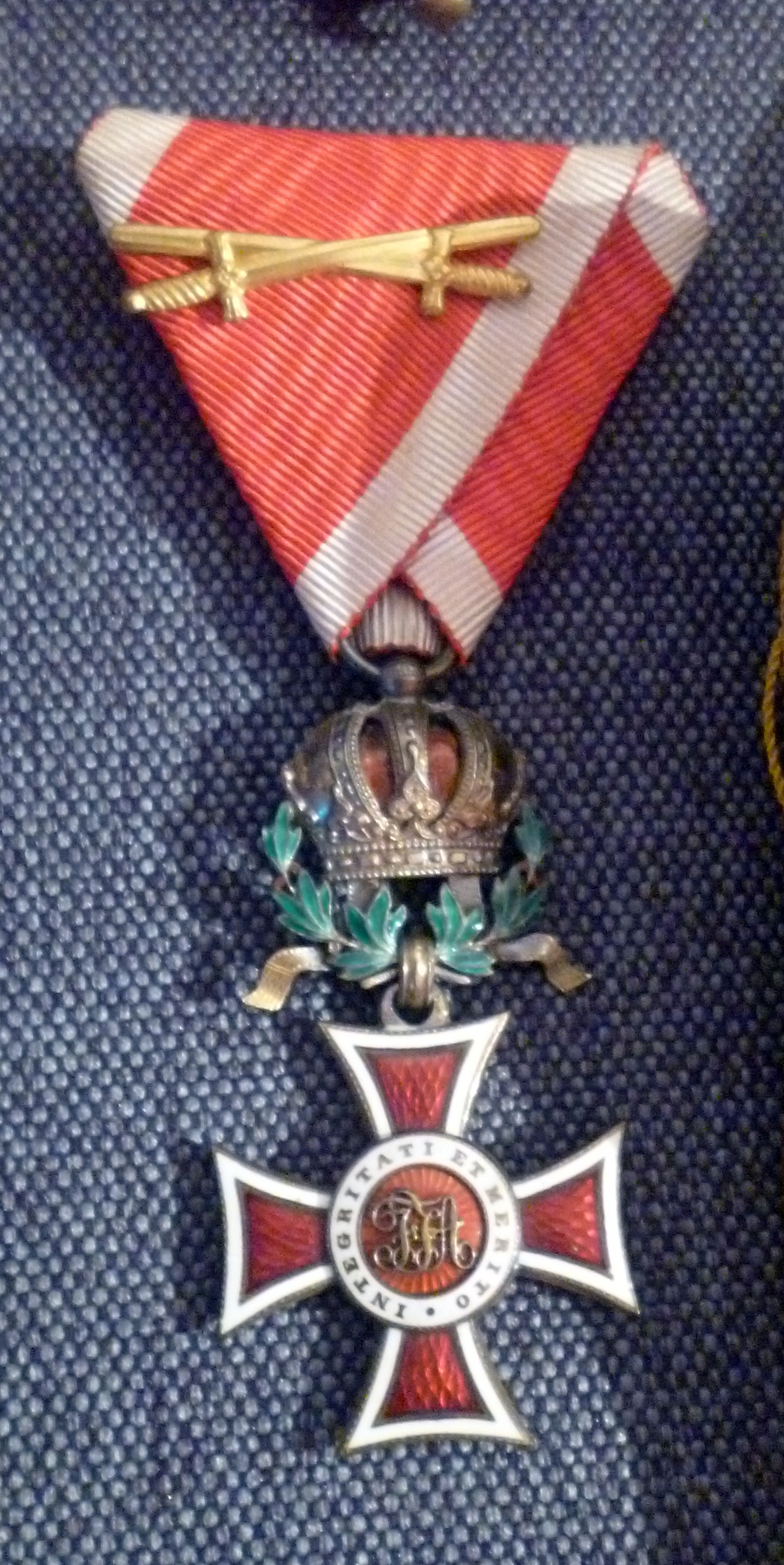
Krzyż Kawalerski z dekoracją wojenną i mieczami

Dzielił się początkowo na trzy, a później na cztery klasy:
- Krzyż Wielki (Großkreuz),
- I Klasa (Erste Klasse) – dodana w 1901,
- Komandor (Commandeur),
- Kawaler (Ritter).

W roku 1860 dodano orderowi „dekorację wojenną” (Kriegsdekoration, K.-D). 
Do roku 1884 nadanie III klasy wiązało się z nobilitacją, nadanie II klasy szlachcicowi z tytułem barona, a ówczesnej I klasy – tytuł tajnego radcy. Dotyczyło to wszystkich tych, którzy do momentu nadania jeszcze tych rang nie posiadali.

## Insygnia
Insygnia orderu to oznaka, gwiazda orderowa dla Krzyża Wielkiego i I klasy, łańcuch (przy Krzyżu Wielkim, tylko na specjalne okazje). Oznaka to krzyż kawalerski z wklęsłymi krawędziami ramion, emaliowany na czerwono z białym obramowaniem. W czerwonym medalionie awersu znajdują się splecione inicjały założyciela „F I A” (Franciscus Imperator Austriae), otoczone napisem INTEGRATI ET MERITO (Za uczciwość i zasługi), zaś w medalionie rewersu zielony wieniec laurowy otoczony napisem OPES REGUM CORDA SUBDITORUM (dewizą panowania Leopolda II – Czyny królów podbijają serca poddanych). Do roku 1818 między ramionami krzyża znajdowały się potrójne złote liście dębowe. Zawieszką była cesarska korona austriacka, tzw. „korona rudolfińska”.
Oznaka kawalerska mocowana była do prawej piersi na wstążce wiązanej w trójkąt, a oznakę komandora noszono na wstędze wieszanej na szyi. Oznaka I Klasy była wielkości oznaki Komandora, lecz była noszona na wstędze z prawego ramienia na lewe biodro, podobnie jak większa od niej oznaka Krzyża Wielkiego. 
Order był noszony na czerwonej wstążce z białymi paskami wzdłuż brzegów; wstęga Krzyża I Klasy była czerwona z białymi paskami po bokach.
Gwiazdy dla Krzyża Wielkiego i I Klasy były srebrne, ośmiopromienne, z nałożonym na nie awersem oznaki. Łańcuch do 1916 wykonywany był w złocie, składał się z ogniw dwóch rodzajów: złotych wieńców z liści dębowych i splecionych inicjałów „F” i „L”.
Dekoracją wojenną były, podobnie jak w przypadku Orderu Żelaznej Korony, emaliowane na zielono gałązki laurowe pod koroną zawieszki oraz skrzyżowane złote (lub, przy niższej klasie, srebrne) miecze pod koroną zawieszki lub między ramionami krzyża.
Jako szczególne wyróżnienie ze strony monarchy nadawano oznaki z brylantami. Ostatniego nadania dla swego ministra dworu, hr. Silva-Tarouca, dokonał cesarz Karol I 11 listopada 1918 roku na parę godzin przed podpisaniem swej deklaracji o zrzeczeniu się udziału w rządach (lecz nie abdykacji).
| Sposób noszenia Orderu Leopolda po 1901 roku | Sposób noszenia Orderu Leopolda po 1901 roku | Sposób noszenia Orderu Leopolda po 1901 roku | Sposób noszenia Orderu Leopolda po 1901 roku | Sposób noszenia Orderu Leopolda po 1901 roku |
| -------------------------------------------- | -------------------------------------------- | -------------------------------------------- | -------------------------------------------- | -------------------------------------------- |
|                                              |                                              |                                              |                                              |                                              |
| Baretki orderu                               |                                              |                                              |                                              |                                              |
| Kawaler                                      | Komandor                                     | Krzyż I Klasy                                | Krzyż Wielki                                 |                                              |